# Fotogrammi d'argento al miglior interprete televisivo
I Fotogrammi d'argento al miglior interprete televisivo (Fotogramas de Plata al mejor intérprete de televisión) sono stati un premio annuale assegnato dalla rivista spagnola Fotogramas dal 1966 al 1990. 
Dall'edizione del 1991, il premio venne scisso in due categorie separate: i Fotogrammi d'argento al miglior attore televisivo e i Fotogrammi d'argento alla miglior attrice televisiva.

## Vincitori

### Anni 1960
- 1966: Antonio Ferrandis - Tiempo y hora
- 1967: Irene Gutiérrez Caba - Tiempo y hora
- 1968: José María Prada - Complesso dei suoi lavori
- 1969: Marisa Paredes - Complesso dei suoi lavori

### Anni 1970
- 1970: Fernando Fernán Gómez - La última cinta
- 1971: Julieta Serrano - Teatro de siempre: Antígona/Los veraneantes
- 1972: Ana Belén - Estudio 1: Retablo de las mocedades del Cid
- 1973: José Luis López Vázquez - La cabina
- 1974: Fernando Fernán Gómez - Juan soldado
- 1975: Tip y Coll - Lo de Tip y Coll
- 1976: Charo López - Cuentos y leyendas
- 1977: Adolfo Marsillach - La señora García se confiesa
- 1978: Núria Espert - Lletres catalanes: Salomé
- 1979: Maribel Martín - El juglar y la reina

### Anni 1980
- 1980: José Luis Balbín - La clave
- 1981: Ana Belén - Fortunata y Jacinta
- 1982: Carmen Maura - Esta noche
- 1983: Charo López - Los gozos y las sombras
- 1984: Ana Diosdado - Anillos de oro
- 1985: Concha Velasco - Teresa de Jesús
- 1986: Verónica Forqué - Platos rotos
- 1987: Juan Echanove - Turno de oficio
- 1988: Javier Gurruchaga - La bola de cristal e La tarde
- 1989: José Sacristán - Gatos en el tejado

### Anni 1990
- 1990: Francisco Rabal - Juncal